# Prästhyttsjön
Prästhyttsjön är en sjö i Prästhyttan, Hedemora kommun i Dalarna och ingår i Dalälvens huvudavrinningsområde. Sjön är 3,6 meter djup, har en yta på 0,201 kvadratkilometer och befinner sig 114 meter över havet. Sjön avvattnas av vattendraget Lustån (Fiskbäcksån).

## Delavrinningsområde
Prästhyttsjön ingår i det delavrinningsområde (668115-150576) som SMHI kallar för Utloppet av Prästhyttsjön. Medelhöjden är 123 meter över havet och ytan är 0,99 kvadratkilometer. Räknas de 16 avrinningsområdena uppströms in blir den ackumulerade arean 107,99 kvadratkilometer. Lustån (Fiskbäcksån) som avvattnar avrinningsområdet har biflödesordning 2, vilket innebär att vattnet flödar genom totalt 2 vattendrag innan det når havet efter 146 kilometer. Avrinningsområdet består mestadels av skog (35 procent), öppen mark (17 procent) och jordbruk (27 procent). Avrinningsområdet har 0,2 kvadratkilometer vattenytor vilket ger det en sjöprocent på 20,1 procent.